# Первомайська сільська рада (Первомайський район, Оренбурзька область)
Первома́йська сільська рада (рос. Первомайский сельский совет) — сільське поселення у складі Первомайського району Оренбурзької області Росії.
Адміністративний центр та єдиний населений пункт — селище Первомайський.

## Населення
Населення — 6798 осіб (2019; 6346 в 2010, 6576 у 2002).